# Leadbelly

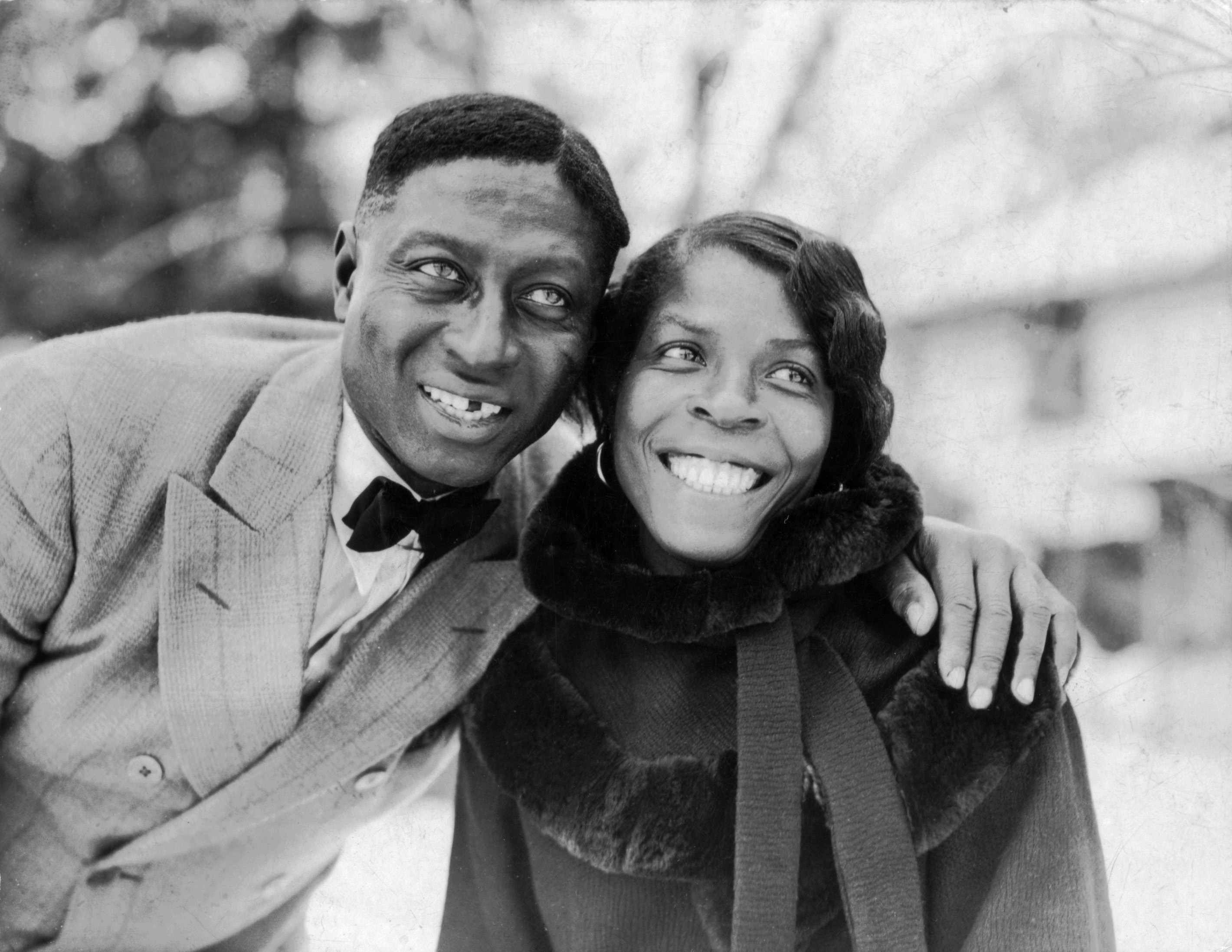
Huddie Ledbetter et sa femme Martha Promise en 1935.

Leadbelly ou Lead Belly (né Huddie William Ledbetter à Mooringsport, Louisiane, vers 1885, peut-être le 29 janvier 1880 ou 1889,, et mort à New York le 5 ou le 6 décembre 1949,) est un chanteur et guitariste américain de blues et de folk.

## Biographie

### Enfance
Leadbelly est né de Wesley et Sally Ledbetter dans une plantation près de Mooringsport en Louisiane. À l'âge de cinq ans, il déménage avec sa famille pour Leigh, au Texas. Il y reçoit son premier instrument, un accordéon offert par son oncle.
Vers 1905, il prend son indépendance et gagne sa vie comme guitariste et occasionnellement comme ouvrier. En parlant de sa jeunesse, Leadbelly prétend plus tard qu'il lui arrivait de coucher avec huit ou dix femmes par nuit.

### Les années de prison jusqu'à sa découverte par les Lomax

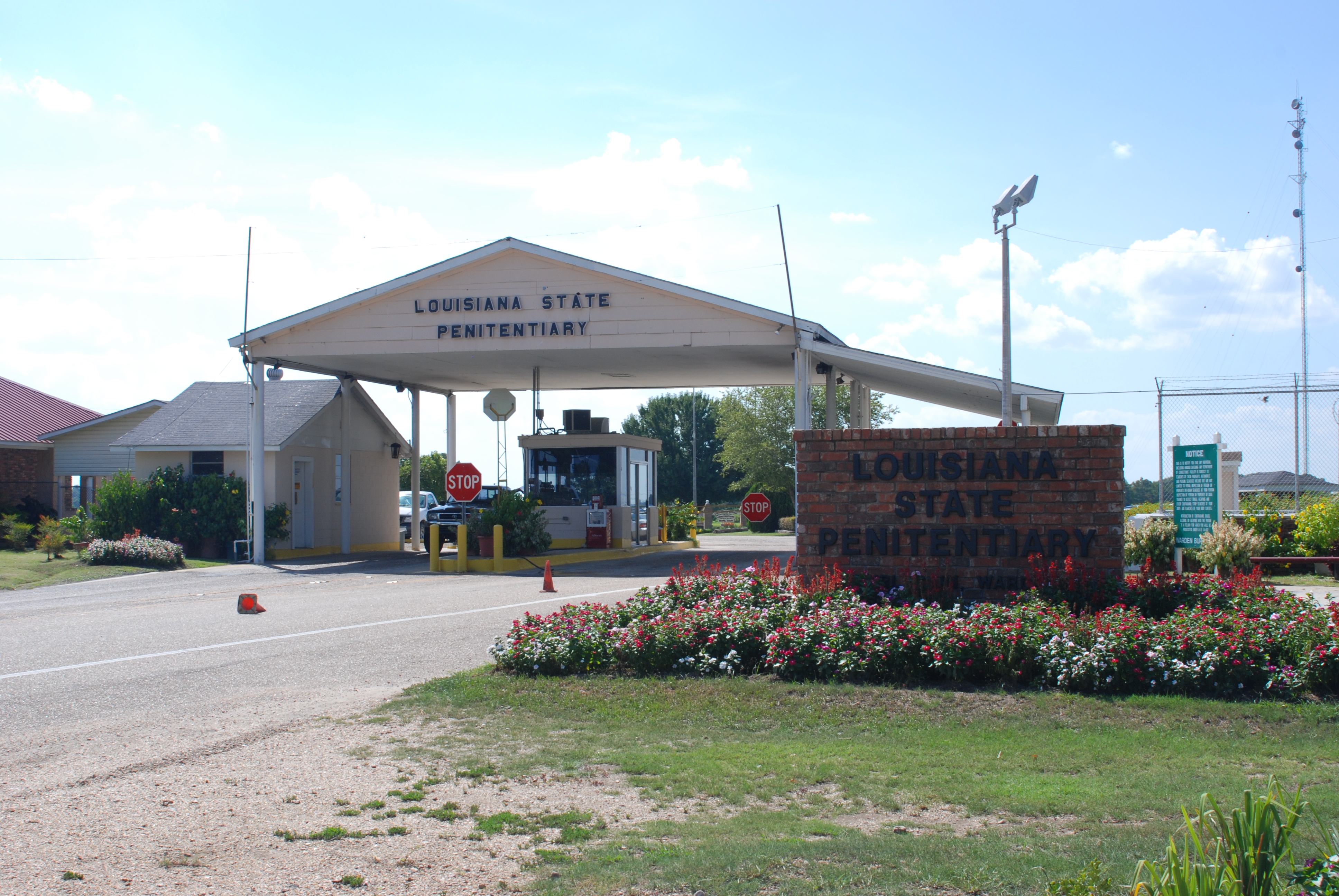
Louisiana State Penitentiary.

L'esprit vantard de Leadbelly ainsi que son penchant pour la bagarre lui valent des déboires avec la justice. Il est envoyé dans une prison du Texas pour la seconde fois, accusé d'avoir tué un homme lors d'une rixe en 1918, ce qu'il nie toute sa vie. Condamné à vingt ans de prison, il est libéré seulement sept ans après son incarcération. La légende dit que sa libération est due à une chanson qu'il a écrite pour le gouverneur Pat Neff, mais officiellement, Leadbelly est libéré pour bonne conduite.
En 1930, Leadbelly est de nouveau en prison, cette fois en Louisiane, pour tentative de meurtre. C'est en prison, en 1933, qu'il est découvert par les musicologues John et Alan Lomax, qui sont séduits par son talent. Ils enregistrent alors des centaines de chansons à l'aide d'un équipement mobile pour la Bibliothèque du Congrès. Leadbelly est gracié l'année suivante grâce à une pétition remise par les Lomax au gouverneur de Louisiane Oscar K. Allen.

### Après la prison
Redevable envers les Lomax, Leadbelly accepte qu'Alan le prenne sous son aile et, à la fin de l'année 1934, il part avec lui pour New York, où il trouve la célébrité, mais pas la fortune. En 1935, il épouse Martha Promise et commence à enregistrer avec l'American Record Corporation, mais ne remporte qu'un succès commercial modéré, en partie parce que le label insiste pour qu'il enregistre des chansons de blues, alors qu'il est plus connu pour des morceaux de folk. Le couple connaît des problèmes d'argent.
En 1939, il est de nouveau emprisonné pour des violences. À sa libération en 1940, Leadbelly retrouve la scène montante du folk de New York et se lie avec Woody Guthrie et le jeune Pete Seeger. Entre 1940 et 1945, il enregistre pour RCA, pour la Bibliothèque du Congrès et pour Moe Asch, le créateur de Folkways Records. En 1944, il réalise ses meilleurs enregistrements pour Capitol Records en Californie.

### Fin de vie
En 1949, il entame une tournée en Europe, mais tombe malade avant son terme. On lui diagnostique une sclérose latérale amyotrophique, dont il meurt à la fin de l'année à l'âge de 64 ans. Il est inhumé au cimetière de Shiloh Baptist Church, à Mooringsport appartenant à la paroisse de Caddo Parish, près de Blanchard en Louisiane.

## Musique

### Style
Leadbelly était un maître de la guitare à douze cordes et avait une voix aiguë et puissante. Son morceau le plus connu, Goodnight Irene, a été au hit-parade en 1950.

### Chansons
Liste (non exhaustive) des chansons enregistrées par Leadbelly :
- 4, 5 & 9
- Abraham Lincoln
- Ain't Goin Down the Well No More
- Ain't Gonna Drink No More
- Ain't Gonna Study War No More
- Ain't It a Shame to Go Fishin' on a Sunday
- Alabama Bound
- Alberta
- Amazing Grace
- (I Don't Want No More of) Army Life
- Backslider, Fare Thee Well
- Baby don't you Love me No More
- Backwater Blues
- Banker's Blues
- Becky Dean
- Big Fat Woman
- Birmingham Jail
- Black Betty
- Black Girl (trad.)
- Black Snake Moan
- Blind Lemon Blues
- The Blood Done Signed my Names (ain't you Glad)
- Blue Tail Fly
- Blues Around New York
- The Boll Weevil
- Borrow Love and Go / Bottle up and go
- The Bourgeois Blues
- Bring Me a Little Water, Silvy
- Bull Cow
- Careless Love
- C.C. Rider
- Christmas is a Coming
- Corn Bread Rough
- Cotton Fields
- Death Letter Blues
- Daddy, I'm Coming Back to You
- Dance Calls
- Dekalb Blues / Dekalb Woman
- Diggin' my Potatoes
- Don't Lie Buddy
- Don't you Love your Daddy No More? (trad.)
- Down in the Valley to Pray
- Duncan and Brady
- Easy Rider
- Ella Speed
- Every Time I Feel the Spirit
- Fannin Street (Mister Tom Hughes' Town)
- Fiddlers Dram
- Fort Worth and Dallas Blues
- Four Day Worry Blues
- Frankie and Albert (trad.)
- The Gallows Pole
- Get Up in the Mornin'
- Git on Board
- Go Down Old Hannah
- Good Good Good
- Good Morning Blues
- Goodnight Irene
- Governor O.K. Allen
- Green Corn
- Grey Goose
- Gwine Dig a Hole to Put Devil In
- Ha Ha This A-Way
- Ham an' Eggs
- He Never Said a Mumblin' Word (trad.)
- Heaeh Mountain Stomp
- The Hindenburg Disaster
- Hitler Song
- How Long, How Long Blues
- Howard Hughes
- If It Wasn't for Dicky
- If You Want To Do Your Part
- I'm Alone Because I Love You
- I'm on My Last Go Round
- I'm Sorry, Mama
- In New Orleans (House of the Rising Sun)
- In the Pines (trad.)
- It's Tight Like That
- Jean Harlow
- Jim Crow Blues
- John Hardy
- John Henry
- Join the Band
- Julie Ann Johnson
- Kansas City Papa
- Keep Your Hands Off Her
- Laura
- Leaving Blues (When you are smiling)
- Let It Shine on Me (trad.)
- Line Em
- Lining Track (trad.)
- Little Children's Blues
- Little Sally Walker
- Looky Looky Yonder
- Match Box Blues
- Medicine Man
- Meeting at the Building
- The Midnight Special (trad.)
- Mister Tom Hughes's Town
- Moanin'
- Mother's Blues
- Mr. Hitler
- Must I Be Carried into the Sky
- My Baby Quit Me
- National Defense Blues
- New York City
- New Black Snake Moan
- Nobody Knows the Trouble I've Seen
- Noted (No Good) Rider
- Oh, Something on My Mind
- Old Man
- Old Rattler
- Old Time Religion
- On a Christmas Day
- On a Monday
- Out On the Western Plains / Cow Cow Yicky Yicky Yea
- Outshine the Sun
- Outskirts of Town
- Ox Drivin’ Blues
- Packing Trunk Blues
- Pick a Bale of Cotton (trad.)
- Pig Meat
- Pig Meat Papa
- Poor Howard
- Prayer
- Pretty Flowers in My Backyard
- The Red Cross Store Blues
- Red River
- Relax Your Mind
- Ride On
- Roberta
- Rock Island Line
- The Roosevelt Song
- Run Sinners
- Sail On, Little Girl, Sail On
- Salty Dog
- The Scottsboro Boys
- Shorty George
- Silver City Bound
- Skip to My Lou
- Stand Your Test in Judgement
- (Old) Stewball
- Sweet Mary Blues (Governor Pat Neff)
- Swing Low, Sweet Chariot (trad.)
- Sylvie
- Take a Whiff on Me
- Take This Hammer
- TB Woman Blues
- Tell me Baby
- They Hung Him on a Cross (Easter)
- The Titanic
- There's a Man Goin' around Takin' Names
- Turn your Radio On"
- We shall Be Free
- We shall Walk Thru the Valley
- Western Plain
- When I Was a Cowboy
- When the Boys Were Out on the Western Plains
- When the Train Comes Along
- Where Did You Sleep Last Night (Black Girl) (trad.)
- Whoh Back Buck
- Yellow Gal
- Yellow Women's Doorbells
- You Can't Lose-A Me Cholly
- You don't Miss Your Water
- You don't Know My Mind
- You Must Have that Religion, Halleloo

### Héritage musical
Le vaste répertoire de Leadbelly, qu'il a lui-même adapté de plusieurs sources, a influencé de nombreux musiciens de folk, de country, de pop et de rock, à commencer par le groupe de Pete Seeger, The Weavers, qui connaît le succès avec Goodnight Irene, enregistré l'année suivant la mort de Leadbelly.
- 1941 : Bill Monroe, créateur du style bluegrass, enregistre In the Pines. Cette chanson est souvent prise pour une version de Where Did You Sleep Last Night?. Il s'agit en fait d'un vieil air de country old-time The Longest Train, enregistré dès 1927 par le groupe the Tenneva Ramblers.
- 1959 : Harry Belafonte reprend Sylvie (attribuée à Huddie Ledbetter et Paul Campbell), dans son album Belafonte at Carnegie Hall.
- 1964 : Davy Graham reprend Leavin' Blues sur son album Folk, Blues and Beyond.
- 1964 : Little Richard enregistre Good Night, Irene pour son album Little Richard Is Back (And There's a Whole Lotta Shakin' Goin' On!) (avec — peut-être — Jimi Hendrix à la guitare). Il ressort en 45t en 1972.
- 1964 : The Animals reprennent, comme Leadbelly, The House of the Rising Sun.
- 1969 : Creedence Clearwater Revival enregistre une version célèbre de Midnight Special et Cotton Fields sur l'album Willy and the Poor Boys.
- 1970 : Led Zeppelin adapte Gallis Pole en Gallows Pole sur son troisième album.
- 1975 : Rory Gallagher reprend Western Plain, sa version devenant Out On The Western Plain sur l'album Against the Grain.
- 1975 : ABBA enregistre Pick a Bale of Cotton et Midnight Special (pour un album de charité allemand, puis sorti en face B du 45t Summer City Night en 1978[8], et figure bonus de la réédition de 1997 de l'album ABBA).
- 1977 : Ram Jam enregistre une version de Black Betty.
- 1978 : The Rolling Stones adapte The Bourgeois Blues pour When the Whip Comes Down[9].
- 1979 : Joe Dassin enregistre Pick a bale o' cotton, mais le morceau ne sort qu'en 1989 sur la compilation Intégrale (CBS).
- 1982 : le groupe punk rock X enregistre Dancin' With Tears In My Eyes, un hommage à Mary, la sœur de la chanteuse Exene Cervenka, tuée dans un accident de voiture.
- 1987 : Weddings Parties Anything enregistre Bourgeois Blues en face B du single Away Away.
- 1990 : Mark Lanegan reprend Where Did You Sleep Last Night pour son album The Winding Sheet, avec la participation de Kurt Cobain.
- 1993 : Nirvana reprend Where Did You Sleep Last Night sur l'album MTV Unplugged in New York. Kurt Cobain introduit la chanson par une référence à Lead Belly « mon interprète favori… notre interprète favori ». Le groupe a également repris Ain't It A Shame, Grey Goose et They Hung Him on a Cross que l'on retrouve sur le premier CD du coffret With the Lights Out
- 1999 : Kelly Joe Phelps enregistre Good Night, Irene sur son album Shine Eyed Mister Zen (Rykodisc Records)
- 1999 : Dick Annegarn reprend Take Your Hands Off Her en Keep Your Hands Off Her pour l'album Adieu verdure ; il reprend également d'autres chansons de son répertoire : In The Pines (Black Girl (in the pine), qui était déjà une reprise, album Folk Talk, 2010), There's A Man Going Round Taking Names, etc.
- À partir de 2001, The White Stripes ont souvent joué une adaptation rock de Boll Weevil en concert.
- 2002 : Bryan Ferry reprend Good Night, Irene pour son album Frantic.
- 2010 : MOPA, Le groupe de rock alternatif MOPA (My own private Alaska) reprend dans une version très personnelle et remarquable Where did you sleep last night
- 2014 : Robert Plant adapte Po' Howard en Poor Howard dans l'album Lullaby and… The Ceaseless Roar
- 2015 : Eric Bibb et  Jean-Jacques Milteau, sur l'album Lead Belly'S Gold  chez Dixiefrog
- 2016 : Theo Hakola reprend Bourgeois Blues sur son album I fry mine in butter.
- Van Morrison joue Good Night, Irene lors de sa première apparition en public lorsqu'il était enfant. Plus tard il enregistre cette chanson avec Lonnie Donegan. Dans la chanson titre de l'album Astral Weeks de Van Morrison, les paroles font référence à Lead Belly : « Talkin' to Huddie Ledbetter/Showin' pictures on the wall/ ». Elles sont basées sur l'habitude qu'avait Morrison d'afficher un poster de Lead Belly partout où il a vécu.
- Janis Joplin écouta beaucoup Leadbelly durant sa jeunesse. Un Leadbelly fut d'ailleurs son premier album.
- Ry Cooder
- Lonnie Donegan
- Grateful Dead
- Johnny Cash
- Gene Autry
- The Beach Boys
- Billy Childish (qui a prénommé son fils Huddie)
- Mungo Jerry
- Paul King
- Michelle Shocked
- Tom Waits
- British Sea Power
- Rod Stewart,
- Ernest Tubb,
- Nick Cave and the Bad Seeds,
- The Fall,
- The Doors
- Smog,
- Raffi
- Odetta reprend You Don't Know My Mind.
- Hugh Laurie reprend également You Don't Know My Mind.

Lead Belly est mentionné dans des chansons de :
- Bob Dylan
- Pearl Jam,
- Old Crow Medicine Show
- Dulaney Banks
- Stone Temple Pilots.
- Iam

## Film
Un film biographique sur Leadbelly, intitulé Leadbelly, est sorti en 1976. Réalisé par Gordon Parks et joué par Roger E. Mosley pour le rôle-titre, il relate la vie de Leadbelly jusqu'à sa dernière sortie de prison.